# Ignacio Larrañaga
Ignacio Larrañaga O.F.M.Cap (Azpeitia, 4 de mayo de 1928-Guadalajara, 28 de octubre de 2013) fue un sacerdote capuchino español, fundador de los «Talleres de oración y vida».

## Biografía
Nació el 4 de mayo de 1928, en la ciudad de Azpeitia, País Vasco, hijo de Marcelino Larrañaga Larrañaga y María Salomé Orbegozo.  Ingresó al Seminario de los Capuchinos de Alsasua en 1940, siendo ordenado sacerdote en 1952. Viviendo en América del Sur colaboró con la fundación del Centro de Estudios Franciscanos.
Es conocido por ser el fundador de Encuentros de Experiencia de Dios, un apostolado, difundido en treintaitres países de tres continentes, que ha existido durante aproximadamente treinta años.
En 1984 fundó los Talleres de Oración y Vida, un servicio eclesial extendido en más de cuarenta países. Durante sus últimos años, desarrolló actividades evangelizadoras dirigidas a toda la comunidad católica en teatros, gimnasios y estadios.
Comenzó a escribir a la edad de 45 años, siendo autor de 16 libros. Hasta 2007, vivió en Santiago de Chile, en dicho año celebró sus 55 años de sacerdocio. Durante más de 35 años recorrió el mundo evangelizando y animando comunidades.

### Descubrimiento de una vocación
Próximo a cumplir los 32 años, sentía malestares y sufría de insomnio. Un día, mientras observaba las estrellas en el cielo a través de la ventana de su habitación vivió un gran cambio: encontró alegría, paz y fortaleza acompañadas de lágrimas (ciertamente, de emoción). Luego profundizo en sus reflexiones: había renunciado a algo (1) instantáneamente, (2) excediendo su preparación, y que, (3) según su percepción sensorial, no sería producto de sus propias facultades psicológicas.
Según Larrañaga, esa vivencia que tuvo lugar desde fuera hacia adentro, difundiéndose en sí mismo repentinamente, lo cual le fue muy esclarecedor y que nunca ha vuelto a vivir. A partir de ello, su visión del mundo y sus proyectos de vida cambiaron. Considera que todo lo que ha hecho desde entonces, cercano a sus 40 años de edad, ha estado bajo la influencia de aquella experiencia.

### Muerte
Larrañaga murió en Guadalajara a los 85 años de edad mientras dormía, en la madrugada del 28 de octubre de 2013, en el contexto de una gira misionera en México. Su muerte fue dada a conocer por medio de la cuenta oficial en Facebook de los Capuchinos de Chile, orden que también se hizo cargo de su entierro y funeral, el que se realizó en la parroquia San Vicente de Padua en Santiago.

## Espiritualidad
En gran medida, la espiritualidad del Padre Ignacio puede conocerse a través de los Talleres de oración y vida. Algunas de sus frases más representativas son:
"Una oración profunda es la solución a todos los problemas de la vida. Son caminos hacia la serenidad y la paz, que son los bienes supremos de la vida".
"Vivimos en una sociedad dispersa. Los que están dispersos presentan muchas dificultades para rezar. La gente que quiere llegar a Dios busca el silencio. Los lugares ruidosos de nuestra sociedad no ayudan a encontrar y tener una relación amistosa con Dios".
"La oración es el punto de partida. Es lo que hace que Dios este presente en mí"
"La lucha es para mí ser como Jesús en la bondad, el amor y la paciencia"
"Sí pudiéramos comprender, no habría necesidad de perdonar"

## Publicaciones
Lista no exhaustiva.
1. Larrañaga, Ignacio (2005). El arte de ser feliz (10 edición). São Paulo: Paulinas. p. 144. ISBN 978-85-356-3167-8.
2. Larrañaga, Ignacio (1998). La rosa y el fuego. São Paulo: Paulinas. p. 169. ISBN 85-356-0227-5.
3. Larrañaga, Ignacio (1982). Adorar en espíritu y verdad. São Paulo: Paulinas. p. 341.
4. Larrañaga, Ignacio (1985). Encuentro: manual de oración. São Paulo: Loyola. p. 159.
5. Larrañaga, Ignacio (2003). Muestrame tu rostro: camino para la intimidad con Dios. 23. ed. São Paulo: Paulinas. p. 399. ISBN 85-7311-296-4.
6. Larrañaga, Ignacio (2002). El matrimonio feliz: respuestas para que el amor amanezca todas las mananas con cara nueva. São Paulo: Loyola. p. 122. ISBN 85-15-02410-1.
7. Larrañaga, Ignacio (1996). El hermano de Assis (20 edición). São Paulo: Paulinas. p. 496. ISBN 978-85-356-3090-9.
8. Larrañaga, Ignacio (1998). El pobre de Nazaret (5 edición). São Paulo: Loyola. p. 349. ISBN 85-15-00383-X.
9. Larrañaga, Ignacio (1991). El silencio de Maria (19 edición). São Paulo: Paulinas. p. 204.
10. Larrañaga, Ignacio (1991). Salmos para la vida (4 edición). Petrópolis: Vozes. p. 191.
11. Larrañaga, Ignacio (1987). Del sufrimiento a la paz (3 edición). Petrópolis: Vozes. p. 190.
12. Larrañaga, Ignacio (1984). Sube conmigo (4 edición). São Paulo: Paulinas. p. 216.